# Université d'Antananarivo
L'université d'Antananarivo est le principal établissement d'enseignement supérieur de la capitale de Madagascar. Sur le site de Tananarive, elle a succédé à l'université de Madagascar, qui regroupait tous les établissements universitaires de la Grande Île en une seule entité jusqu'en 1988. Son campus principal, situé dans le quartier d'Ankatso, au nord-est du 2e arrondissement, a été réalisée par l'architecte français Jean Le Couteur.

## Enseignements
Elle compte :
- une faculté d'économie, de gestion et de sociologie ;
- une faculté de droit et de sciences politiques ;
- une faculté des lettres et sciences humaines ;
- une faculté de médecine ;
- une faculté des sciences.

Sont également rattachés au rectorat de l'Université d'Antananarivo :
- l'École Normale Supérieure de Madagascar,
- l'École Supérieure des Sciences agronomiques,
- l'École Supérieure Polytechnique d'Antananarivo.

## Direction
Le premier recteur de l'université d'Antananarivo fut Raymond Ranjeva (1988-1990).
Le président de l'université d'Antananarivo est depuis 2019 le professeur Mamy Raoul Ravelomanana, professeur agrégé en sciences économiques.

## Classement
En 2014, l'université d'Antananarivo a été classée 49e parmi les 100 meilleures universités en Afrique.
En 2015 ,d'après le classement de l’African Universities and Higher Education Ranking publié par The World University Ranking, l'Université d'Antananarivo a été classée 125e des meilleures universités en Afrique .
En 2020, elle se classe 6167e dans le classement mondial .

## Personnalités liées à l'université

### Professeurs
- Élie Rajaonarison (1951-2010), professeur de sciences sociales, poète, défenseur de la culture et du patrimoine malgache.

### Étudiants
- Albert Rakoto Ratsimamanga, médecin, chercheur, ancien ambassadeur de Madagascar en France puis en Chine et en URSS.
- Roger Kolo, ancien Premier ministre de Madagascar.
- Joseph Belmont, ancien Vice-président des Seychelles.
- David Jaomanoro, écrivain.
- Jean-Omer Beriziky, ancien Premier ministre de Madagascar.
- Herilanto Raveloharison, ancien ministre des Finances.
- Hery Rajaonarimampianina, ancien président de la République de Madagascar.
- Christian Ntsay, Premier ministre de Madagascar.
- Jean-Luc Raharimanana, écrivain.
- Justin Tokely, président de l'Assemblée nationale de Madagascar.
- Andolalao Rakotoarison, herpetologiste.